# Бецдорф
Бецдорф (на люксембургски: Betzder) е община в Люксембург, окръг Гревенмахер, кантон Гревенмахер.
Има обща площ от 26,08 км². Населението ѝ е 3135 души през 2009 година.

## Състав
Общината се състои от 5 села:
- Берг (Bierg)
- Бецдорф (Betzder)
- Менсдорф (Menster)
- Олинген (Ouljen)
- (Rued-Sir)